# Зануда (фильм)
«Зану́да» (фр. L'Emmerdeur) — французская комедия, снятая в 1973 году Эдуаром Молинаро по пьесе Франсиса Вебера «Контракт».
В 2008 году Франсис Вебер поставил переработанную версию данного фильма.
Американский ремейк фильма вышел в 1981 году и назывался «Друг-приятель» (англ. Buddy Buddy).
Существует также турецкая версия Baş Belası 1982 и индийская версия 2012 года «Банный лист» (англ. Bumboo).

## Сюжет
Ранним утром в Париже прогремел взрыв — взорвался Ситроен DS, принадлежавший важному свидетелю по делу о коррупции в особо крупных масштабах. Сам свидетель не пострадал, так как за рулём Ситроена оказался дворник, пытавшийся отогнать неправильно припаркованный автомобиль. Убийцу, заминировавшего машину, как не справившегося с заданием, убирает вызванный из Парижа для завершения начатого дела киллер-профессионал Ральф Милано (Лино Вентура).
Свидетель должен дать показания во Дворце Правосудия в городе Монпелье. После неудачного покушения приняты все меры предосторожности — практически весь город занят полицией и жандармами, идёт проверка документов на дорогах… но для Ральфа Милано заранее снят номер в отеле, с окном напротив входа во Дворец Правосудия. У Милано — большой чемодан, который он не доверил нести коридорному — ведь в нём находится складная винтовка с оптическим прицелом. До того момента, когда ко Дворцу Правосудия привезут свидетеля, остаётся два с половиной часа. Милано неспешно собирает винтовку…
В это время в соседнем, смежном с номером Милано, номере коммивояжёр Франсуа Пиньон (Жак Брель) звонит своей практически бывшей жене, ушедшей от него к врачу-психиатру. Получив отказ на предложение встретиться, слишком эмоциональный Пиньон идёт в ванную и вешается на водопроводной трубе. Но труба не выдерживает, обрывается, и Франсуа остаётся в живых.
Коридорный обнаруживает Франсуа в состоянии полной прострации, сидящим в заливаемой из лопнувшей трубы ванной и в испуге зовёт Милано на помощь. Тот вынимает Франсуа из петли и уговаривает коридорного не сообщать о происшествии в полицию, обещая разобраться с незадачливым самоубийцей самостоятельно. Это и понятно — Милано встреча с полицией совсем ни к чему.
Но в борьбе характеров железный Милано уступил холерическому и нервному Пиньону — и вот уже убийца вынужден звонить жене Пиньона. Правда, разговаривать пришлось с тем самым психиатром, к которому ушла жена Франсуа. Это и сказалось потом самым роковым образом на судьбе самого Милано…

## В ролях
| Актёр             | Роль                      |                                  |
| ----------------- | ------------------------- | -------------------------------- |
| Лино Вентура      | Ральф Милан, киллер       | (дублировал Армен Джигарханян)   |
| Жак Брель         | Франсуа Пиньон            | (дублировал Александр Белявский) |
| Каролин Селье     | Луиза Пиньон              |                                  |
| Жан-Пьер Дарра    | доктор Фукс               |                                  |
| Нино Кастельнуово | коридорный                |                                  |
| Ксавье Депра      | Луи Рандони               |                                  |
| Жан-Луи Тристан   | инспектор гостиницы       |                                  |
| Андре Валарди     | американский автостопщик  |                                  |
| Жан Франваль      | водитель грузовика        |                                  |
| Пьер Колле        | мясник                    |                                  |
| Арлетт Балки      | пациент                   |                                  |
| Эрик Васбер       | автогонщик                |                                  |
| Жак Галлан        | мэтр Шамфор               |                                  |
| Франсуа Дюрек     | Феликс, предыдущая жертва |                                  |
| Анжела Кардиле    | будущая мать              |                                  |
| Эдуард Молинаро   | бармен                    |                                  |